# Тробак-ле-Ба
Троба́к-ле-Ба (фр. Traubach-le-Bas) — коммуна на северо-востоке Франции в регионе Гранд-Эст (бывший Эльзас — Шампань — Арденны — Лотарингия), департамент Верхний Рейн, округ Альткирш, кантон Мазво. До марта 2015 года коммуна административно входила в состав упразднённого кантона Данмари (округ Альткирш).
Площадь коммуны — 6,78 км², население — 468 человек (2006) с тенденцией к росту: 501 человек (2012), плотность населения — 73,9 чел/км².

## Население
Численность населения коммуны в 2011 году составляла 508 человек, а в 2012 году — 501 человек.
| 1962 | 1968 | 1975 | 1982 | 1990 | 1999 | 2006 | 2008 | 2011 | 2012 |
| ---- | ---- | ---- | ---- | ---- | ---- | ---- | ---- | ---- | ---- |
| 339  | 346  | 332  | 349  | 366  | 393  | 468  | 490  | 508  | 501  |

Динамика населения:

## Экономика
В 2010 году из 311 человек трудоспособного возраста (от 15 до 64 лет) 238 были экономически активными, 73 — неактивными (показатель активности 76,5 %, в 1999 году — 70,4 %). Из 238 активных трудоспособных жителей работали 226 человек (126 мужчин и 100 женщин), 12 числились безработными (5 мужчин и 7 женщин). Среди 73 трудоспособных неактивных граждан 29 были учениками либо студентами, 23 — пенсионерами, а ещё 21 — были неактивны в силу других причин.
На протяжении 2011 года в коммуне числилось 175 облагаемых налогом домохозяйств, в которых проживало 483 человека. При этом медиана доходов составила 21274,5 евро на одного налогоплательщика.

## Достопримечательности (фотогалерея)

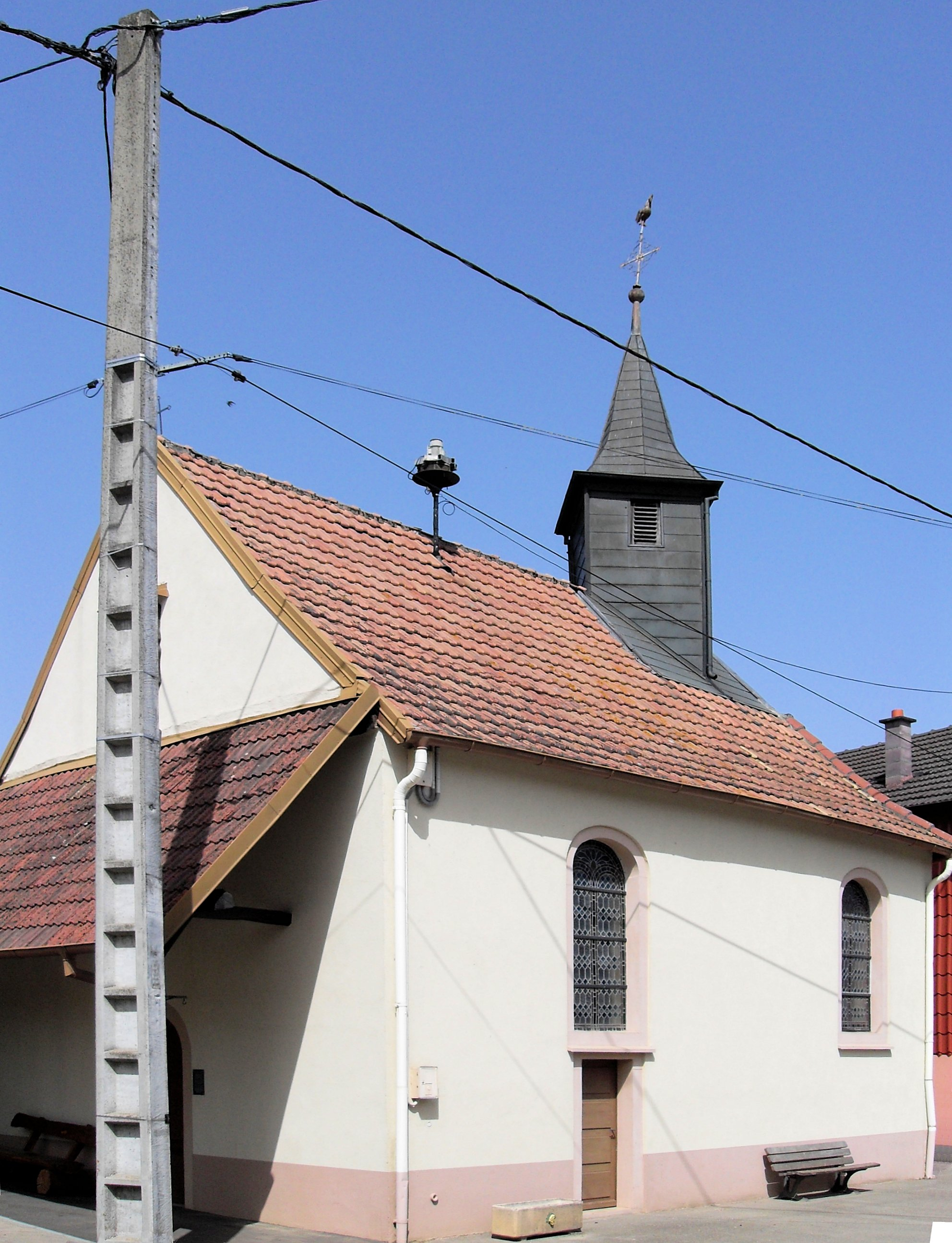
Часовня
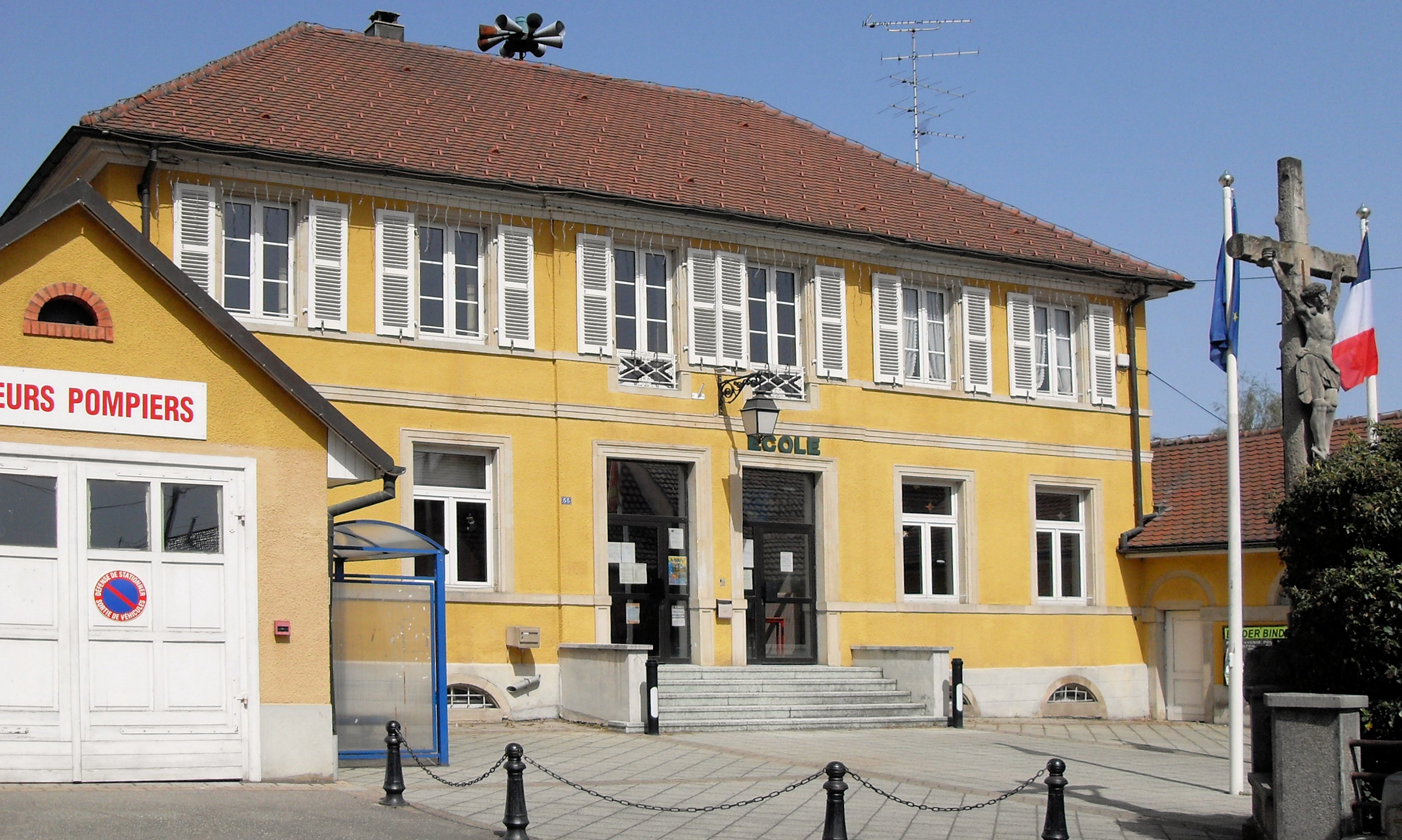
Здание школы